# ハリバートン (フリゲート)
|          |                                                                                           |
| 艦歴     |                                                                                           |
| 発注     |                                                                                           |
| 起工     | 1980年9月26日                                                                             |
| 進水     | 1981年10月13日                                                                            |
| 就役     | 1984年1月7日                                                                              |
| 退役     | 2014年9月6日                                                                              |
| 除籍     | 2014年9月8日                                                                              |
| その後   | 被災により処分                                                                            |
| 要目     |                                                                                           |
| 排水量   | 基準: 3,225 t                                                                             |
| 排水量   | 満載: 4,100 t                                                                             |
| 全長     | 453 ft (138 m)                                                                            |
| 全幅     | 45.4 ft (13.8 m)                                                                          |
| 吃水     | 24 ft (7.3 m)                                                                             |
| 機関     | COGAG方式                                                                                 |
| 機関     | LM2500-30ガスタービンエンジン (20,500hp) ×2基                                             |
| 機関     | 可変ピッチプロペラ（5翔）×1軸                                                             |
| 機関     | 非常用旋回式スラスタ（350hp）×2基                                                         |
| 最大速   | 29ノット以上                                                                              |
| 航続距離 | 4,500 海里（20ノット巡航時）                                                              |
| 乗員     | 206名（士官13名）                                                                         |
| 兵装     | Mk.75 76mm単装速射砲×1基                                                                  |
| 兵装     | Mk.38 25mm単装機銃×2基                                                                    |
| 兵装     | Mk.15 20mmCIWS×1基                                                                        |
| 兵装     | M2 12.7mm単装機銃×4基                                                                     |
| 兵装     | Mk.13 mod.4単装ミサイル発射機×1基 * SM-1MR SAM * ハープーンSSM を発射可能 ※2003年以降撤去 |
| 兵装     | Mk.32 mod.17 3連装短魚雷発射管×2基                                                        |
| 艦載機   | SH-60B LAMPSヘリコプター×2機                                                              |
| C4ISTAR  | NTDS (JTDS＋リンク 11/14)                                                                 |
| C4ISTAR  | Mk.92 FCS (SM-1MR, 76mm砲用)                                                              |
| C4ISTAR  | AN/SQQ-89 ASWCS                                                                           |
| センサ   | AN/SPS-49 対空捜索レーダー                                                                |
| センサ   | AN/SPS-55 対水上捜索レーダー                                                              |
| センサ   | AN/SQS-56 船底装備ソナー                                                                  |
| センサ   | AN/SQR-19 曳航ソナー                                                                      |
| 電子戦   | AN/SLQ-32(V)5 ESM/ECM装置                                                                 |
| 電子戦   | Mk.36 デコイ発射装置                                                                      |
| モットー | Non sibi, sed Piatre (Not for self, but for Country)                                      |

ハリバートン (英語: USS Halyburton, FFG-40) は、アメリカ海軍のミサイルフリゲート。オリバー・ハザード・ペリー級ミサイルフリゲートの31番艦。艦名は第5海兵連隊に所属し、沖縄戦での英雄的行動で名誉勲章を戦死後に受章したウィリアム・D・ハリバートンに因む。

## 艦歴
ハリバートンはワシントン州シアトルのトッド・パシフィック造船所で1980年9月26日に起工する。1981年10月13日に進水し、1984年1月7日に就役した。
ハリバートンは戦時即応に関して3つの Battle 'E' を受賞した。
2005年の時点でハリバートンはフロリダ州メイポートを母港とし、第14駆逐戦隊に所属する。
2009年4月にソマリア沖の海賊に拉致された貨物船「マースク・アラバマ」号船長の救出活動に当たる。
2014年9月6日退役。